# Stadhuis van Chicago

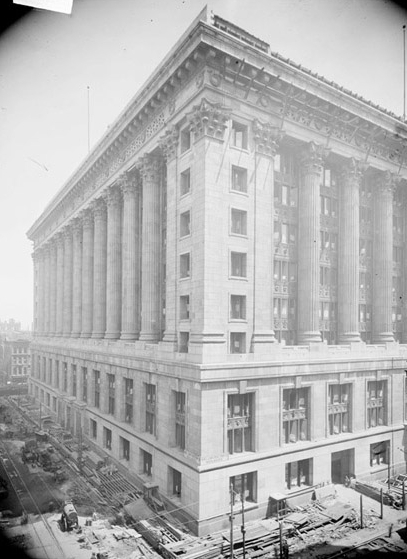
Het stadhuis vlak voor de voltooiing in 1911.

Het stadhuis van Chicago (Engels: Chicago City Hall) is het gemeentehuis van de Amerikaanse stad Chicago.
Het gebouw telt 12 verdiepingen en is 66,45 meter hoog. Het is door Holabird & Root ontworpen en werd op 21 januari 1982 tot een Chicago Landmark benoemd. Het neoclassicistische ontwerp moest de kracht, waardigheid en vitaliteit van het bestuur uitbeelden.
Het gebouw bestaat eigenlijk uit twee delen. Het westelijke deel, City Hall genaamd, werd tussen 1909 en 1911 gebouwd. Het oostelijke deel, dat het County Building heet, werd tussen 1905 en 1908 gebouwd.
- Library of Congress Control Number: sh2010000587
- Nationale Bibliotheek van Israël: 987007576924705171